# Marin Sorescu

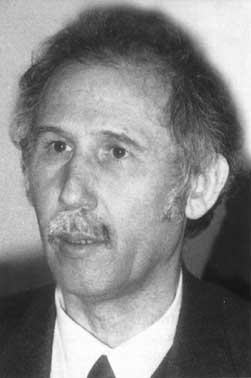
Marin Sorescu

Marin Sorescu (* 29. Februar 1936 in Bulzești; † 8. Dezember 1996 in Bukarest) war ein rumänischer Poet, Dramatiker und Schriftsteller. Er gilt als einer der bekanntesten rumänischen Autoren des späten 20. Jahrhunderts.

## Biographie
Marin Sorescu wuchs in einer Bauernfamilie in Oltenien auf. Die Grundschulzeit verbrachte er im Dorf. Anschließend ging er auf ein Gymnasium in Craiova. Ab 1960 studierte er Philologie an der Universität von Iași.
Nach seinem Studium begann er sich als Literaturkritiker in verschiedenen Zeitschriften zu betätigen. Schließlich fing er an selber zu schreiben.
1964 veröffentlichte er sein erstes Werk Singur printre poeți („alleine unter Poeten“) und erreichte damit seinen Durchbruch.
Bis zu seinem Tod veröffentlicht er zahlreiche Dramen und Gedichtbände. Seine Werke wurden in über 20 Sprachen übersetzt.
1996 starb er in Bukarest an einem Herzinfarkt.

## Deutschsprachige Ausgaben seiner Werke
- Kugeln und Reifen. Gedichte. Übertragen von Dieter Roth. Bukarest: Literaturverlag 1968.
- Aberglaube. Aus dem Rumänischen von Oskar Pastior. Berlin: Literarisches Colloquium 1974. ISBN 978-3-920392-42-4
- Trojanische Pferde. Gedichte. Übertragen von Dieter Roth. Bukarest: Kriterion 1975.
- Noah, ich will dir was sagen. Gedichte. Aus dem Rumänischen von Oskar Pastior. Frankfurt/Main: Insel Verlag 1975.
- Als ich einmal fliegen wollte. Aus dem Rumänischen von Dieter Roth. Bukarest: Ion-Creangă-Verlag 1978.
- O, diese Nerven. Tragikomödie in 2 Akten. Aus dem Rumänischen von Doina Lescu. Thomas Sessler Verlag 1983.
- Abendrot N[umme]r 15. Gedichte. Aus dem Rumänischen von Oskar Pastior. München: Piper 1985. ISBN 978-3-492-02494-5
- Der Fakir als Anfänger. Gedichte und Ansichten. Aus dem Rumänischen von Oskar Pastior. München: Hanser 1992. ISBN 978-3-446-16549-6
- Die Leere der Glocke. Gedichte. Aus dem Rumänischen übertragen von Christian W. Schenk und Simone Reicherts-Schenk. Kastellaun: Dionysos 1997. ISBN 978-3-9803871-7-0 (2., überarbeitete Auflage 2002, ISBN 978-3-933427-09-0)

## Auszeichnungen
- Preis der Rumänischen Akademie (1968, 1977)
- Goldmedaille für Poesie "Napoli ospite", Italien (1970)
- Preis der Rumänischen Akademie für Dramaturgie (1970)
- Internationaler Poesiepreis "Fernado Riello", Spanien (1983)
- Herder-Preis, Österreich (1991)
- Preis der Rumänischen Autorenunion
- Ehrenbürger von Bukarest (1996)